# Erdbeeren & Marshmallows
Erdbeeren & Marshmallows (japanisch 苺ましまろ Ichigo Mashimaro, „Erdbeer-Marshmallow“) ist eine Manga-Serie des japanischen Zeichners Barasui, die auch als Anime und als Adventure für die Playstation 2 umgesetzt wurde. Erzählt wird in ineinander abgeschlossenen Episoden der als Komödie konzipierte Alltag von vier Grundschülerinnen und einer Oberschülerin. Die Tagline des Mangas ist Kawaii wa, seigi! (かわいいは、正義!, „Niedlich [sein] ist Gerechtigkeit!“).

## Handlung
Ichigo Mashimaro erzählt die Geschichte von vier Freundinnen. Zu diesen gehören Chika, die hyperaktive Miu, die schüchterne und weinerliche Matsuri und später auch die kleine Engländerin Ana Coppola, die in der Schule vorgibt kein Japanisch sprechen zu können, obwohl sie eigentlich schon lange in Japan lebt und die englische Sprache verlernt hat. Die einzige Person in diesem Anime, die über 12 Jahre alt ist, ist die 16-jährige Schwester von Chika, Nobue Itō. Sie trinkt gerne Bier und raucht viel. Außerdem hat sie eine Schwäche für kleine Mädchen in Cosplay-Kostümen. Sie sollte normalerweise die Rolle einer Aufpasserin übernehmen, stattdessen spielt und tobt sie mit den Mädchen mit, was das Zeug hält. Zusammen erleben die fünf Mädchen jede Menge Abenteuer und meistern auf unschuldige und niedliche Art und Weise ihren Alltag.

## Charaktere
Nobue Itō (伊藤 伸恵, Itō Nobue)
Sie ist im Manga 16 und im Anime 20 Jahre alt, raucht öfters mal eine Zigarette und ist für die Mädchen so ein Mittelding zwischen großer Schwester und Mutter, kümmert sich also um sie. Manchmal ist es aber auch umgekehrt. Wenn ihr das Geld ausgeht, kommt sie zu Chika und schnorrt sie an.
Chika Itō (伊藤 千佳, Itō Chika, meistens Chi genannt)
Chika ist die Nobues kleine Schwester. Sie ist 12 Jahre alt, geht in die 6. Klasse und ist ziemlich ernsthaft und gewissenhaft. Gelegentlich muss sie sogar Nobue zur Ordnung rufen, wenn die sich zu kindisch benimmt. Laut Nobue ist es ihre Eigenschaft, keine besondere Eigenschaft zu haben.
Miu Matsuoka (松岡 美羽, Matsuoka Miu)
Sie wohnt im Nachbarhaus, kommt Chi und Nobue öfters durchs Fenster besuchen und denkt sich gelegentlich hintergründige Gemeinheiten aus, um ihre Freundinnen zu ärgern. Dabei entwickelt sie stets eine verblüffende Logik. Sie ist ziemlich sportlich, sehr lebhaft und geht mit Chi zusammen in eine Klasse. Sie ärgert auch Nobue, um ihr Interesse auf sich zu ziehen.
Matsuri Sakuragi (桜木 茉莉, Sakuragi Matsuri)
Sie ist 11, geht in die 5. Klasse und ist mit Chi und Miu sehr eng befreundet. Da sie noch sehr kindlich, naiv und leicht zu beeindrucken ist, ist sie ein dankbares Opfer für Mius Streiche. Sie ist Anas einzige Klassenkameradin, die weiß, dass Ana nicht Englisch sprechen kann. Indem sie Ana Englisch lehrt, spricht sie besser Englisch als Ana.
Ana Coppola (アナ・コッポラ, Ana Koppora)
Eigentlich ist sie Engländerin, lebt aber schon so lange in Japan, dass sie gar kein Englisch mehr kann. Dazu kennt sie viel von der japanischen Tradition und mag japanisches Essen. Das soll aber niemand merken.

## Veröffentlichungen

### Manga
Erdbeeren & Marshmallows erscheint in Japan seit Februar 2001 in Einzelkapiteln im Manga-Magazin Comic Dengeki Daiō. Der Media-Works-Verlag veröffentlichte diese Einzelkapitel auch in bisher neun Sammelbänden. Eine englische Fassung erscheint bei Madman Entertainment in Australien und Neuseeland und bei Tokyopop in den USA, eine französische bei Kurokawa und eine chinesische bei Kadokawa Taiwan.
Auf Deutsch wurden die ersten vier Bände von Juni 2005 bis Februar 2006 bei Tokyopop in einer Übersetzung von Nadine Stutterheim verlegt. Die Veröffentlichung wurde danach abgebrochen. Seit September 2020 wurde die Veröffentlichung von Tokyopop wieder aufgenommen und in Form von Doppelbänden, die je zwei der japanischen Bände umfassen, von vorn erneut begonnen.

### Anime
Das Produktionsstudio Daume adaptierte den Manga als 12-teilige Anime-Serie. Regie führte Takuya Satō, der auch die Drehbücher schrieb. Dabei unterschied sich das Charakterdesign des Animes, entworfen von Kyuta Sakai, in einigen Details von denen des Mangas. Beispielsweise hat Miu von Beginn an Zöpfe und braune Haare, aber im Manga hat sie anfangs schwarzes offenes Haar. Eine weitere Änderung ist, dass Nobue im Anime 20 ist, während sie im Manga als vier Jahre jünger beschrieben wird. Die künstlerische Leitung lag bei Hiroshi Ōno, das Mechanical Design stammt von Yoshihiro Watanabe. Die Tonarbeiten leitete Jin Aketagawa und für die Kameraführung war Kōji Tanaka verantwortlich.
Die Serie wurde vom 14. Juli bis 13. Oktober 2005 auf dem japanischen Fernsehsender TBS ausgestrahlt. Zuvor war am 9. März 2005 bereits eine 4-minütige Kurzfolge gezeigt worden. Die zwölf Folgen des Animes haben eine Länge von etwa 23 Minuten. Es entstanden englische und koreanische Synchronfassungen sowie eine Veröffentlichung in Taiwan.
Die Anime-Serie wurde im Jahr 2007 um drei Zusatzfolgen mit 25 Minuten Länge ergänzt, die als Original Video Animation (OVA) direkt auf DVD erschienen sind. Im Jahr 2009 erschienen zwei weitere Folgen mit etwa 27 Minuten Länge, die als Ichigo Mashimaro Encore (苺ましまろ encore) bezeichnet wurden. Bei den OVA-Folgen führt erneut Takuya Satō Regie und war Hauptautor. Die Produktion lag wieder bei Daume und dem gleichen Team. Es erschien auch eine englische und eine koreanische Fassung.

#### Synchronisation
| Rolle            | japanischer Sprecher (Seiyū) |
| ---------------- | ---------------------------- |
| Matsuri Sakuragi | Ayako Kawasumi               |
| Miu Matsuoka     | Fumiko Orikasa               |
| Nobue Itō        | Hitomi Nabatame              |
| Ana Coppola      | Mamiko Noto                  |
| Chika Itō        | Saeko Chiba                  |

#### Musik
Die Musik der Anime-Adaptionen wurde komponiert von Takeshi Watanabe. Für den Vorspann der Serie wurde das Lied Ichigo Complete von Saeko Chiba, Fumiko Orikasa, Ayako Kawasumi und Mamiko Noto verwendet. Der Abspann wurde unterlegt mit Classmate von Fumiko Orikasa. Vorspannlied der ersten OVA ist Akkan berry berry, von der zweiten Ichigo Splash (苺すぷらっしゅ), beide gesungen von Saeko Chiba, Fumiko Orikasa, Ayako Kawasumi, Mamiko Noto und Hitomi Nabatame. Die Abspannlieder sind Yūmachi no Kaze (夕待ちの風) und Zutto, Zutto (ずっと、ずっと) von Fumiko Orikasa.

### Hörspiel
Zu Anime und Manga erschien vom 22. Juli 2005 bis 25. August 2006 eine fünfteilige Hörspielreihe. Auf den beim Label Frontier Works erschienenen CDs werden die Rollen von den gleichen Sprechern übernommen, wie in der Animeserie.

### Computerspiel
Am 11. August 2005 wurde von MediaWorks ein PlayStation-2-Spiel zum Manga veröffentlicht. Am 27. August wurde das Buch Ichigo Mashimaro: Za Kompuri Togaido (苺ましまろ ざ・こんぷり～とがいど) mit den CGs aus dem Spiel veröffentlicht.

## Rezeption
In Japan erreichten mehrere der Bände eine Platzierung in den Manga-Verkaufscharts: Band 6 mit über 74.000 Verkäufen in zwei Wochen, Band 7 mit über 80.000 und Band 8 mit über 40.000 verkauften Exemplaren in der gleichen Zeit.
Erdbeeren & Marshmallows sei „zu süß um sie zu hassen“, so Erica Friedman über die Serie, der sie neben der Comedy auch eine Prise Yuri in der Beziehung zwischen den Mädchen zuschreibt. Der Manga könne einem das Herz schmelzen lassen. Der Anime biete zu den albernen kleinen Geschichten und liebenswerten Charakteren noch talentierte [englischsprachige] Synchronsprecher. Wie auch Friedman nennt Jason Thompson den Manga eine typische Moe-Serie, deren Reiz in niedlichen Charakteren liege, die unsicher durch ihren Alltag gehen und dabei vage sexualisiert werden. Manchmal seien die Dialoge glaubwürdig und lustig, es fehle aber an Abwechslung. Die Zeichnungen seien akzeptabel, wobei die Protagonistinnen kaum voneinander zu unterscheiden seien. In der Anime Encyclopedia wird die Prämisse der Serie beschrieben als Mischung der Comedy aus Azumanga Daioh mit der Mutterrolle Misatos aus Neon Genesis Evangelion.
Auch in der AnimaniA wird die mangelnde Spannung und überhaupt fehlende Handlung in den Kurzgeschichten kritisiert. Auch Humor konnte man nur wenig entdecken, nur einige sparsam gestreute Situationskomik könne zünden. So biete die Serie nur Niedlichkeit, davon aber extrem viel. Die Geschichten werden in meist kleinen Panels erzählt, die computergestützt gezeichnet wurden. Die nur schwer zu unterscheidenden Mädchen werden manchmal auch im Großformat gezeigt und in den Hintergründen gelegentlich Realfotos verwendet – sonst blieben die Hintergründe meist leer.